# Mărgineni (okręg Alba)
Mărgineni – wieś w Rumunii, w okręgu Alba, w gminie Sălciua. W 2011 roku liczyła 63 mieszkańców.